# Arianta arbustorum
Arianta arbustorum là một loài ốc sên trong họ Helicidae.

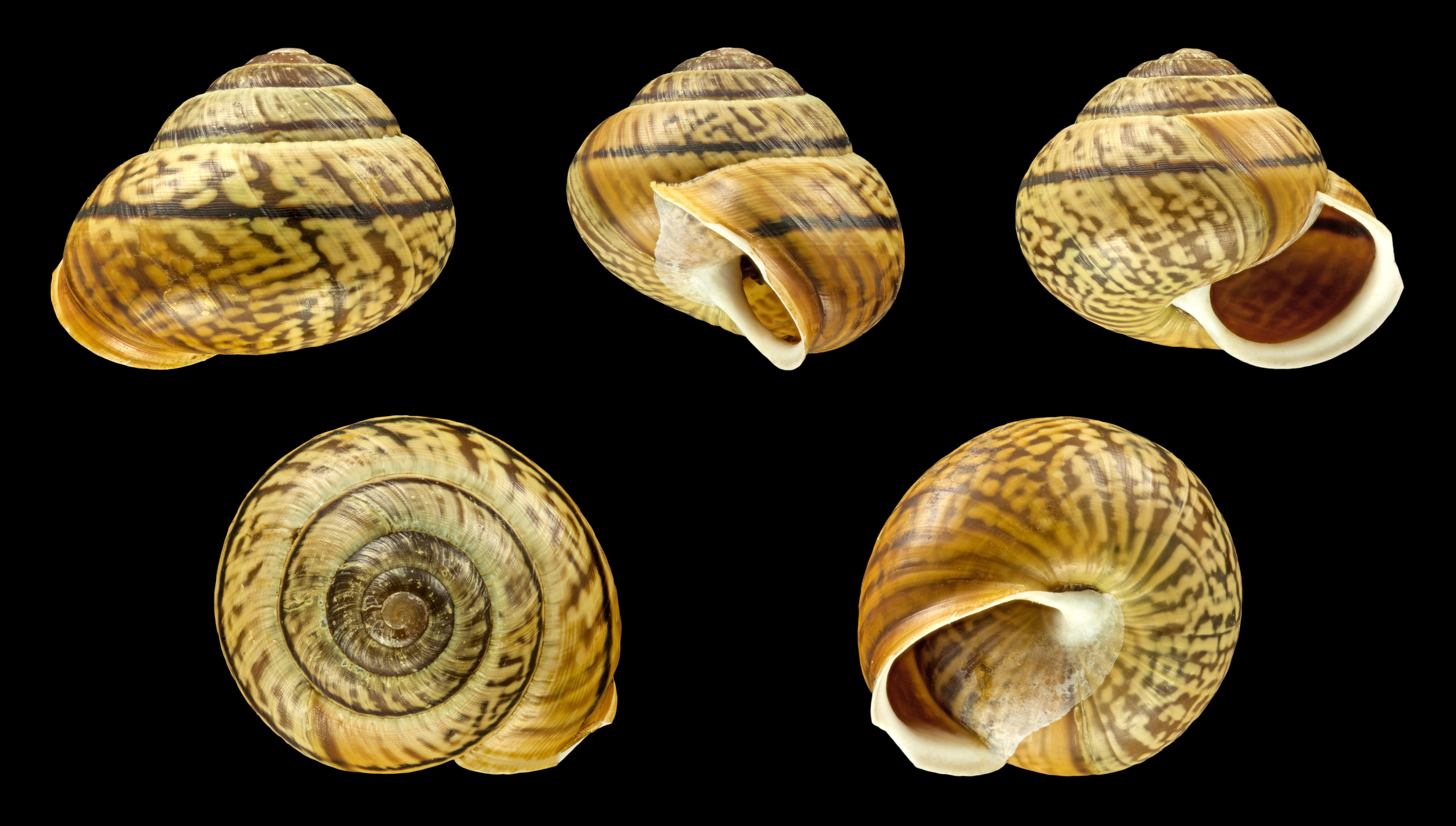
Arianta arbustorum alpicola

Đây là loài bản địa châu Âu. Arbustorum arianta được du nhập đến Bắc Mỹ, nhưng chỉ được biết đến tại Canada, nơi mà chúng được biết đến từ Newfoundland, New Brunswick, Ontario, và đảo Prince Edward.